# Haus der Niederlande

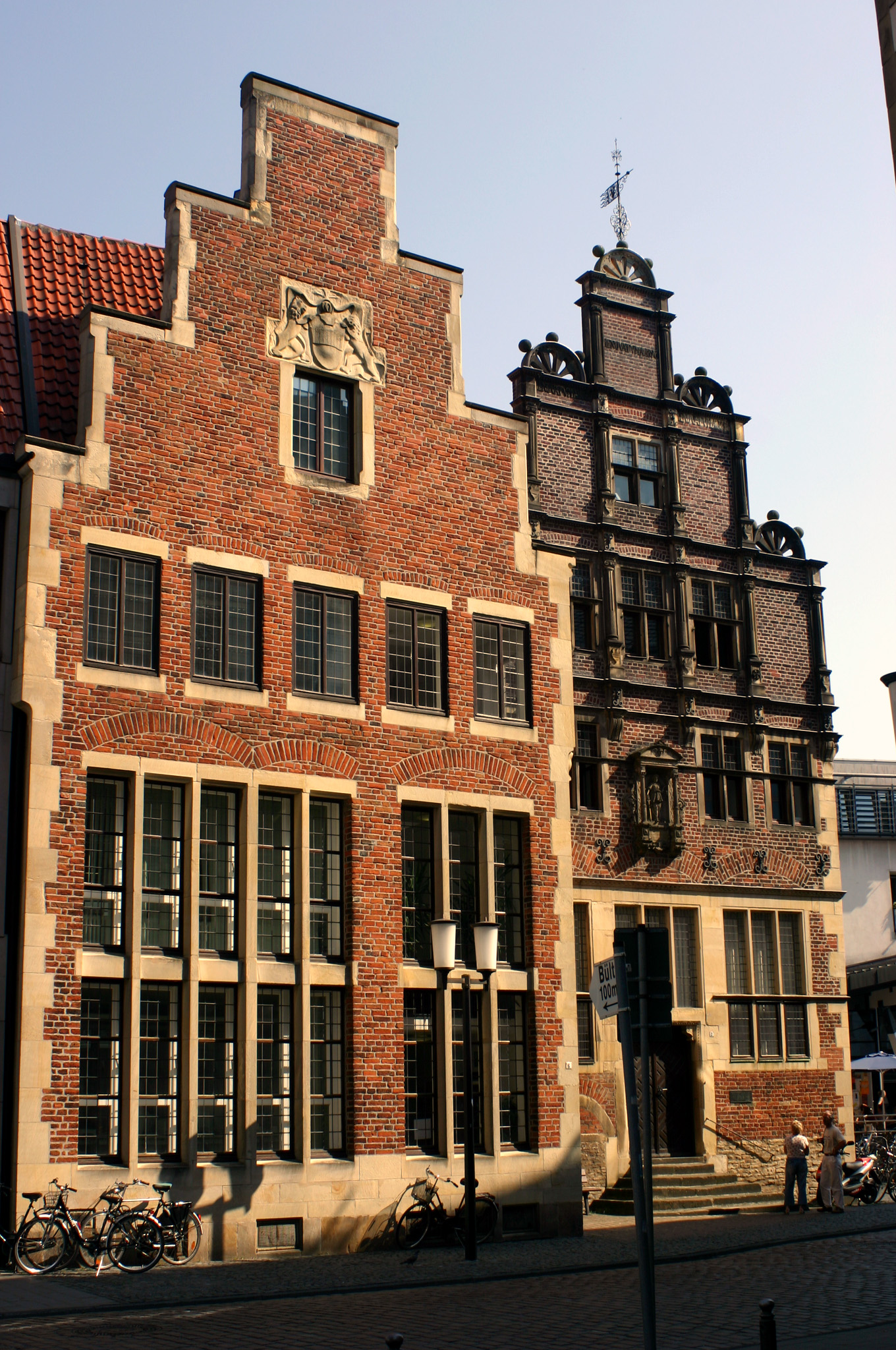
Das Haus der Niederlande im Krameramtshaus (rechts) (2005)

Das Haus der Niederlande in Münster beherbergt Einrichtungen, die sich in Forschung, Lehre und wissenschaftlicher Dienstleistung mit den Niederlanden und Flandern beschäftigen. Sein Sitz ist im historischen Krameramtshaus der Kaufmannschaft von Münster.

## Einrichtungen im Haus der Niederlande
Das Zentrum für Niederlande-Studien ist die einzige wissenschaftliche Einrichtung in Deutschland, die sich fächerübergreifend in Lehre, Forschung und Dienstleistung den Niederlanden und Flandern widmet. Ziel der Einrichtung ist ein tiefgehendes Verständnis des niederländischsprachigen Gebietes und seiner Beziehungen zu Deutschland. Das Zentrum für Niederlande-Studien wurde im Jahre 1989 gegründet und ist an die Universität Münster angegliedert. Man kann dort unter anderem den interdisziplinären Bachelor- oder Master-Abschluss im Studiengang Niederlande-Deutschland-Studien erlangen. Gründungsdirektor war der Historiker Horst Lademacher, der zwischen 1999 und 2021 von Friso Wielenga nachgefolgt wurde. Langjähriger Geschäftsführer zwischen 1989 und 2016 war Loek Geeraedts. Seit September 2021 ist Jacco Pekelder Direktor des Zentrums für Niederlande-Studien.
Zudem gibt es das Institut für Niederländische Philologie, welches sich als Einrichtung der Universität Münster der gemeinsamen Sprache der Niederlande und Flanderns in Forschung und Lehre widmet. Mit mehr als 300 Studenten ist dieses Institut die größte Niederlandistik-Einrichtung außerhalb der Niederlande und Flanderns. Zu erlangen sind unterschiedliche Bachelor- und Master-Abschlüsse: Der 2-fach Bachelor, Bachelor Berufskolleg bzw. Bachelor HRGe der Niederlandistik und neben dem Master of Education, der künftige Niederländischlehrer ausbildet, auch der Master of Arts Niederländisch-Deutsch: Literarisches Übersetzen und Kulturtransfer.
Die Bibliothek beherbergt die umfangreichste Sammlung von Publikationen über den niederländischen Kulturkreis im deutschsprachigen Raum. Mit circa 65.000 Bänden des Sammelschwerpunkts Niederländischer Kulturkreis sowie weiteren rund 30.000 Bänden des Instituts für Niederländische Philologie und des Zentrums für Niederlande-Studien bietet die Bibliothek einzigartige Bedingungen für den Bereich der Niederlandeforschung in Deutschland. Sie ist zudem eine Zweigbibliothek der Universitäts- und Landesbibliothek Münster und Teil des Fachinformationsdienstes Benelux / Low Countries Studies.
Der Landesbeauftragte NRW-Benelux förderte die Beziehungen zwischen den Hochschulen des Landes Nordrhein-Westfalen, des Königreichs der Niederlande, des Königreichs Belgien und des Großherzogtums Luxemburg. Nach der Landtagswahl in Nordrhein-Westfalen 2005 wurde die Stelle des Landesbeauftragten abgeschafft.
Die Fachvereinigung Niederländisch, der größte Niederlandistenverband der Welt außerhalb des niederländischen Sprachraums, hat ihren Sitz im Haus der Niederlande.

## Krameramtshaus
Das als Krameramtshaus bekannte Gebäude neben der Lambertikirche existiert seit 1589 und war Versammlungsort sowie Warenlager der Kramergilde. Während der Verhandlungen des Westfälischen Friedens, der neben dem Dreißigjährigen Krieg auch den Achtzigjährigen Krieg der Niederländer um ihre Unabhängigkeit von den Spaniern beendete, diente es den niederländischen Gesandten als Unterkunft. Die Verhandlungen fanden von 1646 bis 1648 abwechselnd in den Quartieren der beteiligten Gesandten statt. Am 30. Januar 1648 konnte schließlich der spanisch-niederländische Vertrag – der Friede von Münster – im Krameramtshaus unterzeichnet werden. Am 15. Mai 1648 wurden die Ratifikationsurkunden ausgetauscht und der Friede in einer feierlichen Zeremonie beschworen. Der spanische Gesandte Graf Peñaranda hatte sich zu diesem Anlass die Ratskammer im Erdgeschoss des Rathauses der Stadt erbeten, die später Friedenssaal genannt wurde. Links vom Krameramtshaus lag der Ende des 19. Jahrhunderts abgerissene Hülshoff'sche Hof, der sich von 1677 bis 1816 im Besitz des Adelsgeschlechts Droste zu Hülshoff befand.
Zwischen 1909 und 1993 beherbergte das Haus die Stadtbücherei Münster. Seit dem 15. Mai 1995, nach dem Einzug der Einrichtungen der Universität, heißt es „Haus der Niederlande im Krameramtshaus“. Auf dem Kamin ist der berühmte Satz: Ehr is Dwang gnog d. h. „Ehre ist Zwang genug“ dargestellt.

„Münster ist eine Stadt in deren Wappen man die Worte schreiben möchte; die im Gildensaale des Krämeramtshauses über dem Kamine stehen: Ehr is dwang nog - Ehre ist Zwang genug. Der Freie, und das ist nach der damaligen Auffassung der Edle, erträgt keinen Zwang, aber er zwingt sich selbst.“

Vor der Zerstörung im Zweiten Weltkrieg befand sich der Satz auf einem Spruchband, das durch Lorbeer- und Eichengeäst und einen Kranz in der Mitte gewunden war. Heute ist die Devise des Kaufmannsamtes als Fresko auf dem Mauerwerk im Saal innerhalb des Krameramtshauses zu sehen, welcher bisweilen für Ausstellungen mit Niederlande-Bezug genutzt wird.